# Торакс (зоология)

Торакс на примере трилобита (Trilobita)

То́ракс, или гру́дь (лат. thorax) — отдел тела многих беспозвоночных животных, который размещается между головой и брюшком. Среди беспозвоночных торакс есть у животных, тело которых разделено на членики. Чаще всего каждый из них несет пару конечностей и торакс в целом выполняет функцию передвижения тела в пространстве. Количество члеников торакса у разных видов и групп неодинакова. Не имеют на тораксе конечностей некоторые паразитические формы
Среди членистоногих торакс имеют ракообразные, трилобиты и насекомые. У ракообразных торакс сверху и по бокам закрыт карапаксом — сплошным головогрудным щитом. Это создает впечатление, что у них отдельного торакса (груди) нет, а есть головогрудь. На самом деле у них он есть, но видно лишь когда посмотреть снизу тела.
У насекомых в состав торакса (груди) входят три членика: переднегрудь (лат. prothorax), середнегрудь (лат. mesothorax) и заднегрудь (лат. metathorax). Каждый членик несет пару ног, а средне- и заднегрудь в большинстве насекомых имеет по паре крыльев Поэтому эти два задних членика торакса получили название птероторакс (pterothorax) (от греч. Πτερόν — крыло).
У части перепончатокрылых (осы, муравьи) в состав груди входит еще и первый членик брюшка. На этом основании зоологи называют такой вариант торакса мезосомой.
У многощетинкових червей название «торакс» носит передний отдел тела.